# Robert von Fleischhacker

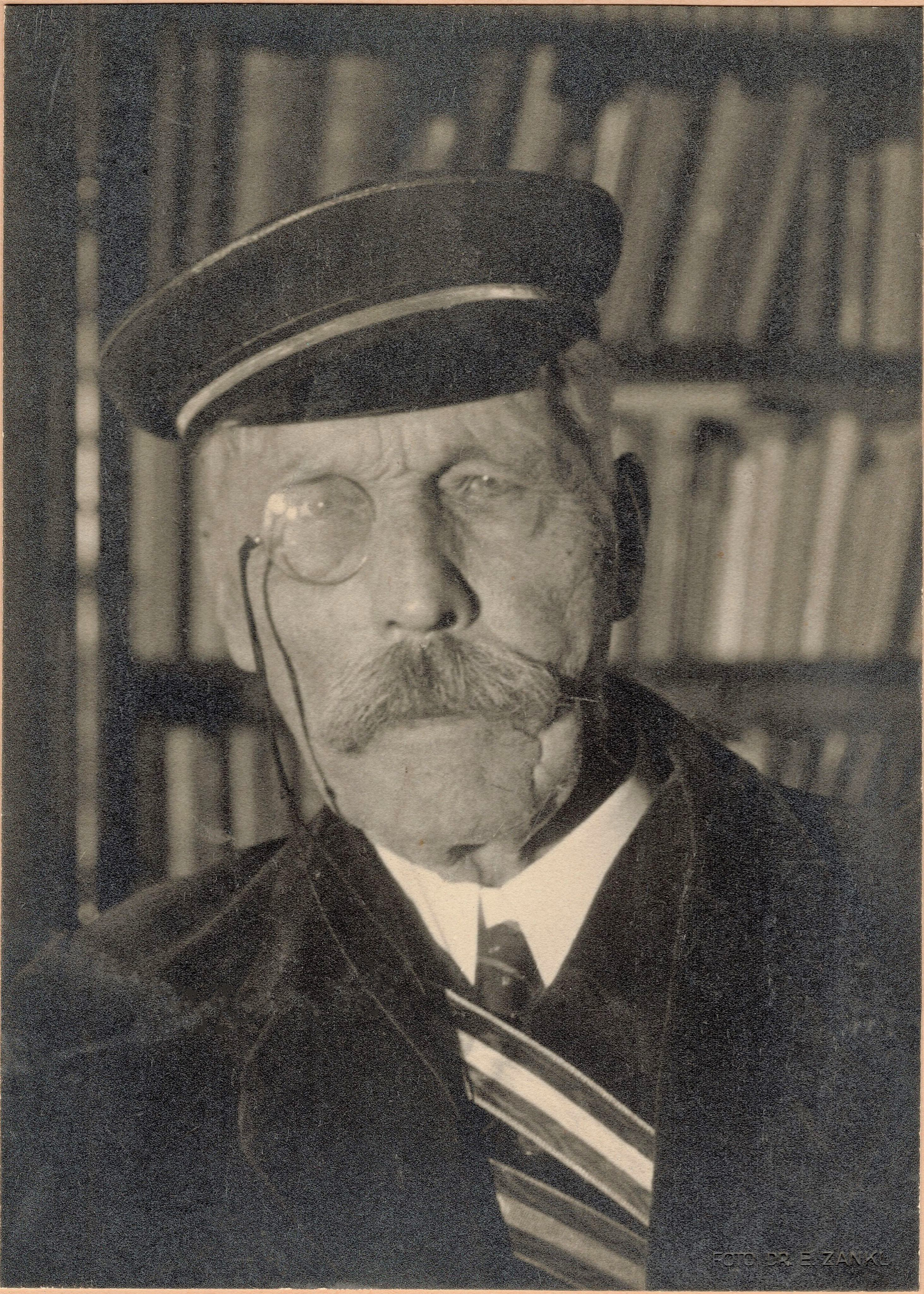
Robert von Fleischhacker

Robert von Fleischhacker (* 9. November 1855 in Graz; † 31. August 1937 ebenda) war ein österreichischer Paläontologe und Anglist. Vor dem Ersten Weltkrieg war er Bürgermeister seiner Heimatstadt.

## Leben
Fleischhacker wurde 1878 an der Universität Graz in Paläontologie zum Dr. phil. promoviert.  Er war Schüler von Carl Ferdinand Peters und Rudolf Hoernes. Seine (handschriftliche) Dissertation behandelte Bivalven (Muscheln). Mit Vinzenz Hilber war er 1878 kurzzeitig als Volontär an der Geologischen Reichsanstalt in Wien tätig. An der Universität Wien legte er die Lehramtsprüfungen für Französisch und Englisch ab. Im Zeitraum vom 4. November 1912 bis zum 15. Juni 1914 war Fleischhacker Bürgermeister von Graz. 1922 habilitierte er sich an der Universität Graz für Anglistik. 1928 wurde er dort zum tit. a.o. Professor für Anglistik ernannt. Seit 1894 war er Mitglied des Corps Vandalia Graz.

## Veröffentlichungen
- Das Vorkommen mariner Fossilien bei Gleichenberg. In: Verhandlungen der Geologischen Reichsanstalt. Wien 1878, S. 53 (zobodat.at [PDF; 242 kB]).
- Über neogene Cardien. In: Verhandlungen der Geologischen Reichsanstalt. Wien 1878, S. 402–403 (zobodat.at [PDF; 320 kB]).
- On the Old English Nouns of more than one Gender. Philological Society, London 1889.

## Herausgeber
- Lanfrank's Science of Cirurgie. Berlin New York Philadelphia 1894; Neudruck New York 1975 (= Early English Text Society: Original Series, 102).